# Людвіг Дерангадаге Скотті
Людвіг Дерангадаге Скотті (англ. Ludwig Derangadage Scotty, н. 20 червня 1948, Анабар, Підопічна територія ООН) — політичний діяч Науру, 24-й і 26-й президент Республіки Науру з 29 травня по 8 серпня 2003 року і з 22 червня 2004 року по 19 грудня 2007 року. Перший і єдиний прем'єр-міністр Науру з 11 червня 2013 року по червень 2016 року.

## Біографія
Народився в окрузі Анабар, в 1983 році обраний від нього в парламент. Обіймав посади спікера парламенту, міністра охорони здоров'я та юстиції з кінця 1990-х по 2000 роки. 
Після парламентських виборів і відставки тимчасового кабінету міністрів Дерога Гіури 29 травня 2003 року був обраний президентом країни, отримавши 10 голосів в парламенті, в той час як екс-президент і лідер Партії центру Кінза Клодумар набрав лише 7 голосів. За підтримки адміністрації, яка йде з влади, президент Скотті зміг виплатити зарплати держслужбовцям після банкрутства країни, зміцнив відносини з США і відшукав шляхи для розвитку життєздатної економіки. 
У перший кабінет Людвіга Скотті входили: Барон Вака (від округу Бое) - міністр освіти, Девід Аданг (від округу Убенід ) - міністр фінансів, Кірен Кеке (від округу Ярен ) - міністр охорони здоров'я, Рассел Кун (від округу Убенід) - міністр юстиції, Догабе Джеремія (від округу Мененг) - міністр громадських робіт. Сам Скотті очолював також міністерство закордонних справ. 
У серпні 2003 року парламент висловив уряду Скотті вотум недовіри (за це рішення проголосували 8 депутатів з 17). Новим президентом був обраний Рене Харріс. 
7 квітня 2004 року Скотті пішов у відставку з поста спікера парламенту, що стало причиною 46-денної парламентської кризи. 
Після того, як міністр фінансів Кинза Клодумар підтримав опозицію, Скотті отримав достатню кількість голосів для висловлення вотуму недовіри президенту Харрісу. 22 червня 2004 року він знову зайняв президентський пост. Склад 2-го уряду Скотті залишився практично таким же, як і перший. 
1 жовтня 2004 року Людвіг Скотті оголосив у країні надзвичайний стан через важку економічну ситуацію і розпустив парламент. У відставку був відправлений міністр юстиції Рассел Кун і на 23 жовтня 2004 року були призначені нові вибори. На них Скотті і його прихильники - ліберальні реформатори - здобули перемогу. 26 жовтня Людвіг Скотті був переобраний президентом, а на наступний день він призначив новий кабінет міністрів, в якому Девід Аданг став міністром закордонних справ і фінансів, Кірен Кеке - міністром охорони здоров'я, Барон Вака - міністром освіти, Годфрі Тома - міністром юстиції, Фредерік Пітчер - міністром острівної розвитку і промисловості. 
25 серпня 2007 року в Науру відбулися чергові парламентські вибори, на яких прихильники Скотті отримали більшість місць, і 28 серпня він був знову переобраний на пост президента 14 голосами проти трьох, поданих за Маркуса Стівена. Але 19 грудня після винесеного йому вотуму недовіри він все ж змушений був поступитися своє крісло Стівену.

## Діяльність після двох президентських термінів
Після цих подій Людвіг Скотті з 1 листопада 2010 року очолив парламент Науру. 
У лютому 2013 року на Науру розрослася конституційна криза після того, як два члени кабінету міністрів пішли у відставку, а третій був відправлений у відставку президентом Спрент Дабвідо. Одночасно парламент виявився розділений на три фракції. 1 березня спікер парламенту Людвіг Скотті розпустив парламент через протиправну поведінку депутатів. Колишній президент Маркус Стівен, один з міністрів, що покинув в лютому кабінет міністрів, заявив, що розпуск парламенту був неконституційним, оскільки депутатам не дана була можливість оскаржити розпуск. Коли Стівен і сім інших депутатів подали скаргу до Верховного суду Науру, той вирішив, що розпуск був неконституційним. Однак прес-секретар уряду заявив, що суд не може змусити Скотті знову зібрати парламент. Верховний суд Науру анулював розпуск парламенту як неконституційний і скасував дострокові вибори. Спікер Людвіг Скотті зобов'язаний був знову зібрати парламент протягом 28 днів. Однак після скликання парламенту було рішення знову його розпустити. На початку червня був обраний новий парламент.

## На чолі уряду
У парламенті Науру 11 червня 2013 року було прийнято рішення розділити посади глави уряду і глави держави. В цей же день Людвіг Скотті був обраний першим прем'єр-міністром країни і залишився спікером парламенту.
Через три роки (9 червня) президент Вака розпустив парламент і призначив нові вибори. Скотті не зміг переобратися депутатом парламенту на виборах 2016 року, також залишив посаду голови уряду. 